# Ли Су Сон
Ли Су Сон (кор. 이수성?, 李壽成?; род. 10 марта 1939, Хамхын, Японская империя) — южнокорейский политик, премьер-министр (1995—1997).

## Биография
Родился 10 марта 1939 года в городе Хамхын. Он получил диплом юриста, а затем начал работать судьёй. Во время Корейской войны он был похищен в Северную Корею. В 1956 году поступил на юридический факультет Сеульского университета после окончания средней школы. Он получил степень доктора философии в 1961 году.
В 1995 году он был назначен на пост президента Сеульского университета, где он преподавал. В декабре 1995 года он был назначен премьер-министром Кореи администрацией Ким Ён Сама.
После своей отставки с поста премьер-министра в 1997 году он баллотировался на выборах кандидата в президенты, но проиграл выборы. В 2000 году он основал Национальную демократическую партию и безуспешно баллотировался на 16-е всеобщие выборы.
Он также баллотировался на 17-е президентские выборы в 2007 году, но добровольно снял свою кандидатуру с целью объединения кандидатов от правящей партии и сохранил нейтралитет на выборах. На президентских выборах 2012 года он поддержал кандидата в президенты от Объединенной демократической партии Мун Чжэ Ина.